# Franz-Peter Hofmeister
Pour les articles homonymes, voir Hofmeister.
Franz-Peter Hofmeister (né le 5 août 1951 à Kerpen) est un ancien athlète représentant l'Allemagne de l'Ouest, spécialiste du 400 mètres.

## Palmarès

### Jeux olympiques d'été
- Athlétisme aux Jeux olympiques de 1976 à Montréal,  Canada
  -  Médaille de bronze du relais 4 × 400 m

### Championnats d'Europe d'athlétisme
- Championnats d'Europe d'athlétisme 1971 à Helsinki,  Finlande
  -  Médaille d'argent sur 200 m
- Championnats d'Europe d'athlétisme 1978 à Prague,  Tchécoslovaquie
  -  Médaille d'or sur 400 m
  -  Médaille d'or du relais 4 × 400 m

### Championnats d'Europe d'athlétisme en salle
- Championnats d'Europe d'athlétisme en salle 1975 à Katowice,  Pologne
  -  Médaille d'or du relais 4 × 320 m